# آتش‌سوزی بزرگ تورکو

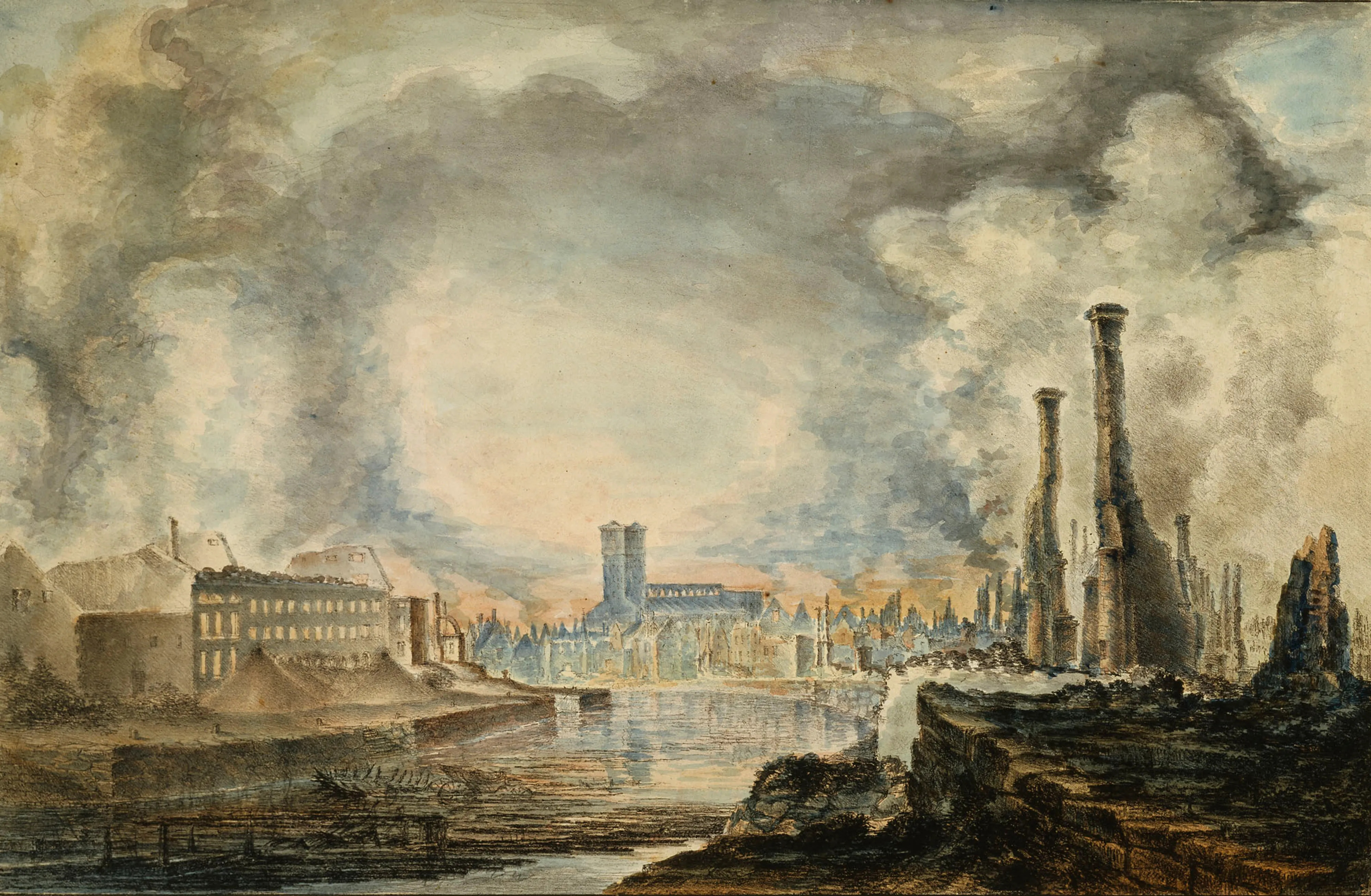
نقاشی از کلیسای جامع و آکادمی پس از آتش‌سوزی، اثر گوستاف ویلهلم فینبرگ که آتلیه او نیز در آتش سوخت، ۱۸۲۷

آتش‌سوزی بزرگ تورکو (انگلیسی: Great Fire of Turku) (به فنلاندی:  Turun palo) (به سوئدی: Åbo brand) (به روسی: Пожар Або) (لاتین‌شده: Pozhar Abo) آتش‌سوزی بزرگی بود که در سال ۱۸۲۷ در شهر تورکو (اکنون در فنلاند) رخ داد. این آتش‌سوزی هنوز هم بزرگترین آتش‌سوزی شهری در تاریخ فنلاند و کشورهای نوردیک است. این شهر پیش از این نیز با چندین آتش‌سوزی بزرگ، از جمله یک آتش‌سوزی ویرانگر در سال ۱۶۸۱، مواجه شده بود.

## نگارخانه

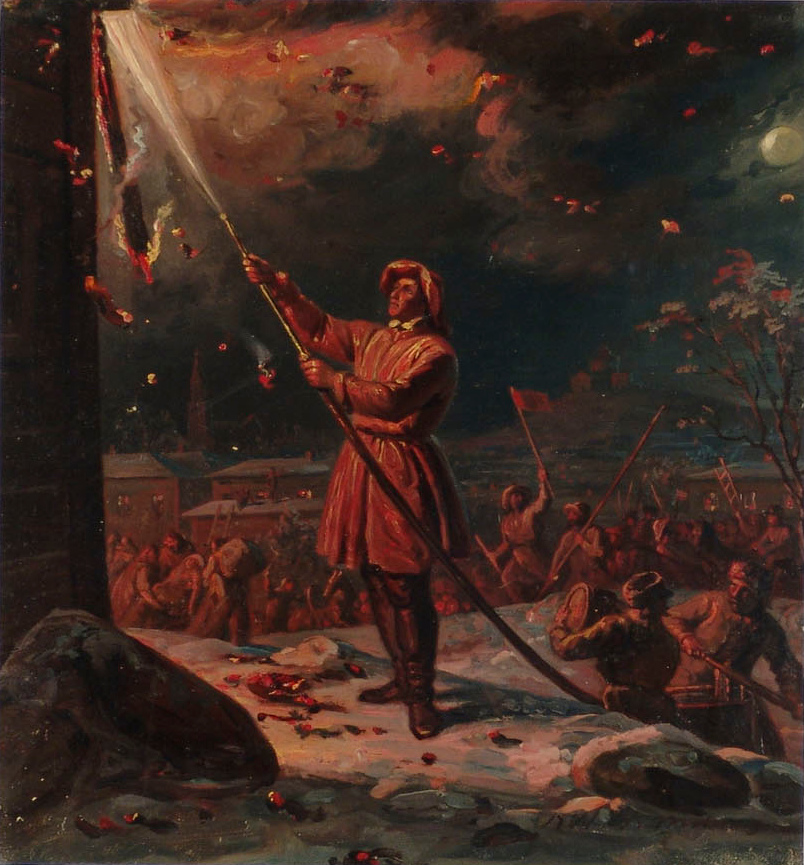
آتش‌سوزی بزرگ تورکو، رابرت ویلهلم اکمن، تاریخ نامعلوم
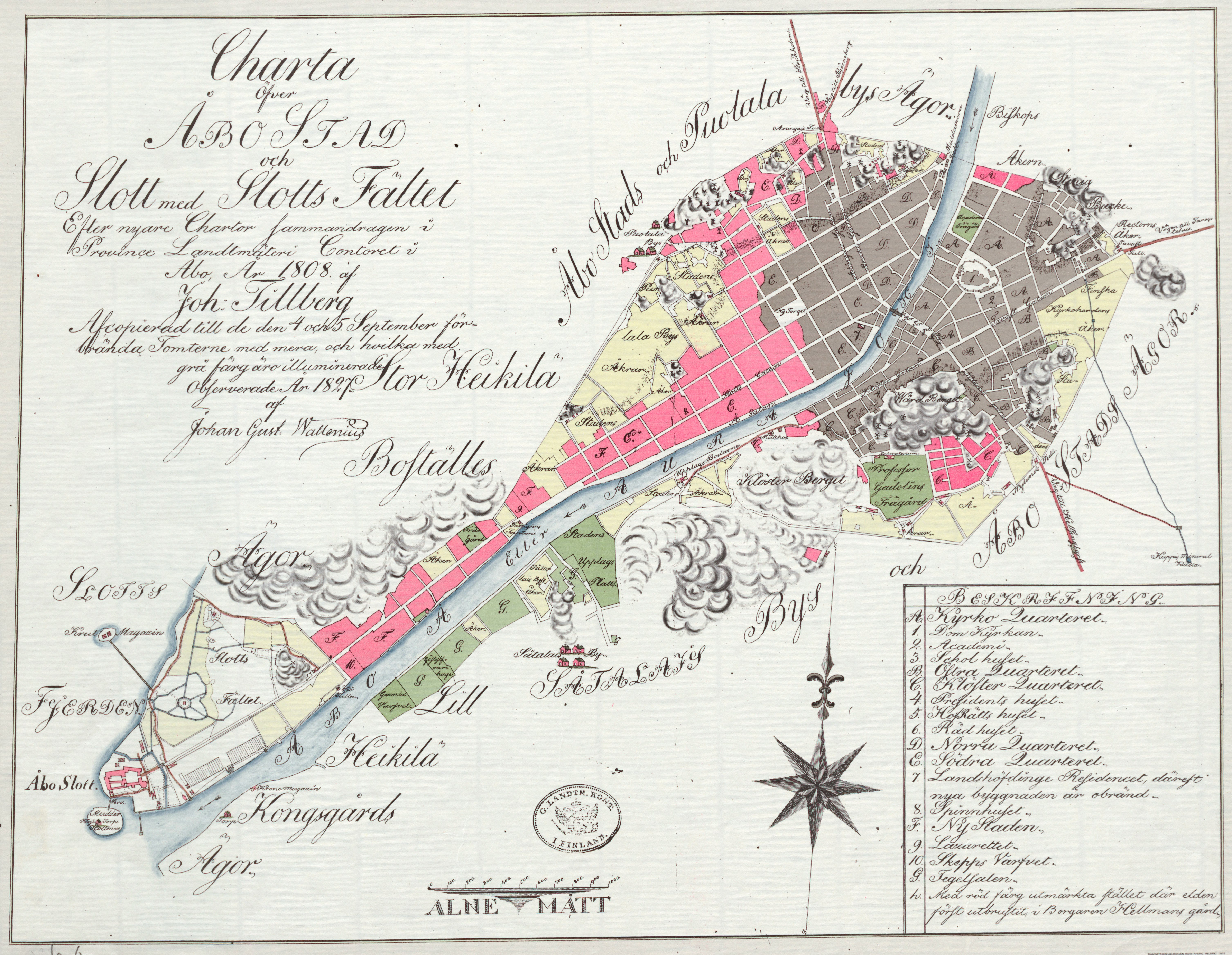
نقشه ابو پس از آتش‌سوزی ۱۸۲۷. مناطق تخریب‌شده به رنگ خاکستری و مناطق باقی‌مانده به رنگ قرمز نشان داده شده‌اند. بلوک‌های قرمز رنگ در جنوب شرقی اکنون موزه لوئوستارین‌مکی هستند.
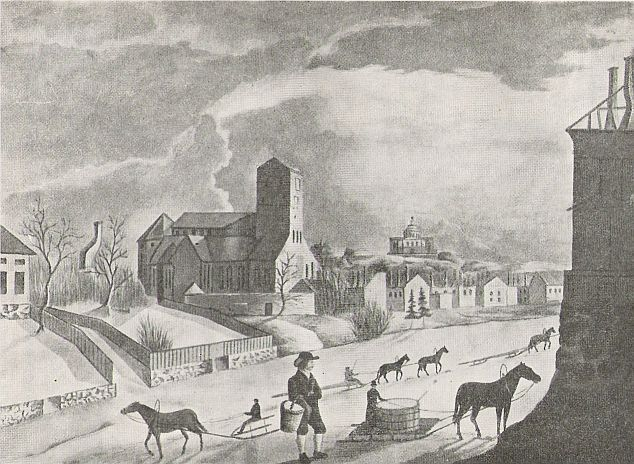
تورکو در زمستان ۱۸۲۷، تنها چند ماه بعد